# Billy Jenkins (Artist)

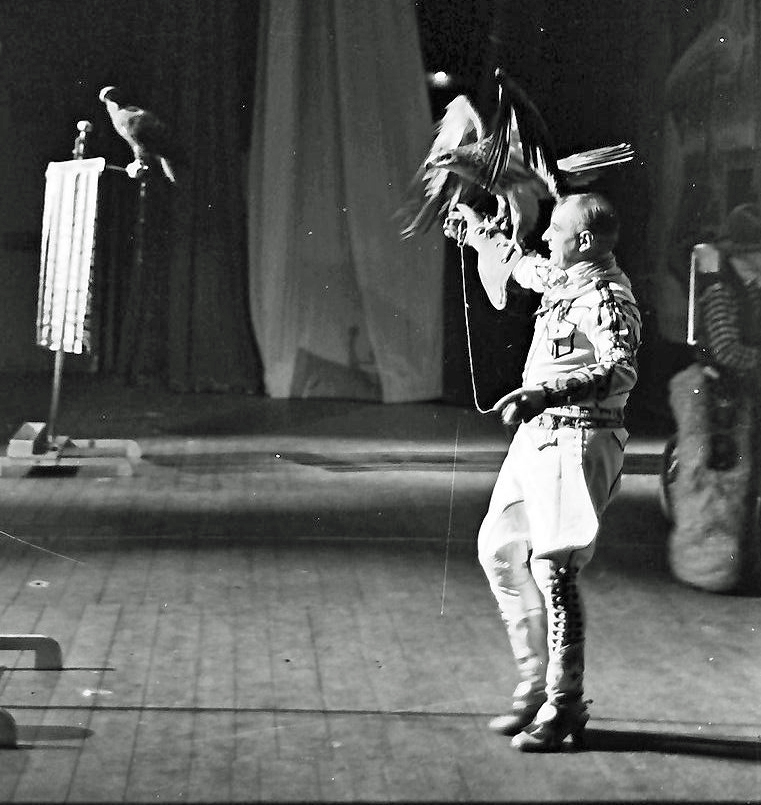
Billy Jenkins im Berliner Plaza, 1939

Billy Jenkins (* 26. Juni 1885 in Magdeburg, Provinz Sachsen als Erich Rudolf Otto Rosenthal; † 21. Januar 1954 in Köln), auch unter dem Namen Erich Fischer bekannt, war ein Schauspieler, Zirkus- und Varietékünstler, Kunstreiter, Kunstschütze, Lassowerfer, Greifvogeldompteur sowie Autor und Titelheld der Romanreihe Billy Jenkins.

## Leben
Er war der Sohn von Elfriede Fischer und dem Zirkusclown „Süßmilch“, der am Lehrter Bahnhof ein Varieté-Café betrieb. Er war jüdischen Glaubens, erhielt eine mosaische Erziehung und besuchte ein Privatgymnasium. Nach der Schulausbildung begann er in Potsdam eine Metzgerlehre, die er jedoch abbrach. Nachdem seine Eltern früh gestorben waren, suchte er sein Glück zunächst in der Seefahrt. Bereits im Alter von 15 Jahren heuerte er auf dem Postdampfer Marie Woermann (gebaut 1887) an. Diese Reise brachte ihn nach Südafrika, wo er begann, nach Edelsteinen und Gold zu suchen. Er wurde in Kampfhandlungen des Burenkriegs und nach einer weiteren Seereise in China in den Boxeraufstand verwickelt und kehrte mit den Truppen des Feldmarschalls von Waldersee nach Deutschland zurück.

### Künstlerkarriere

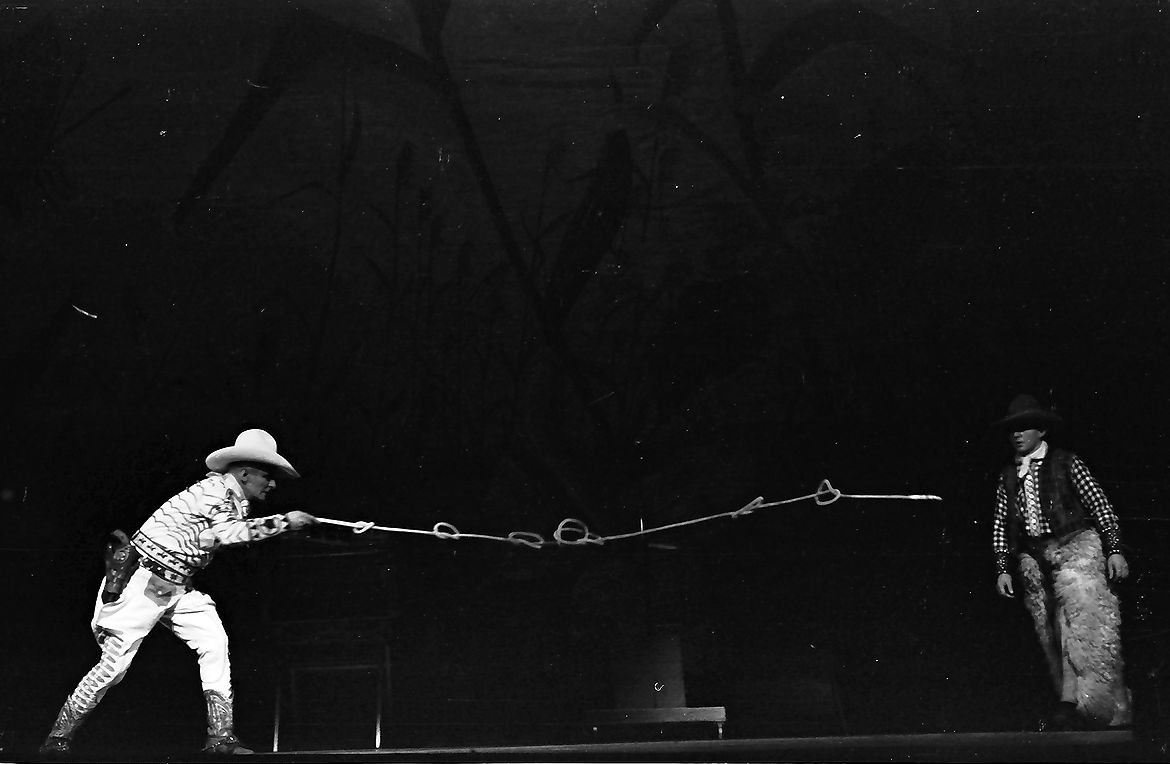
Billy Jenkins mit Lasso im Berliner Plaza, 1939

Danach reiste er nach Amerika und erhielt auf der 101-Ranch, einer Trainingseinrichtung für Zirkusnachwuchs, eine Ausbildung zum Westernreiter. Er erlernte dort die artistische Reitkunst, Lassowerfen und das Schießen mit Feuerwaffen und Pfeil und Bogen. Sein Künstlername Billy Jenkins beruhte wohl auf seiner Bewunderung für Buffalo Bill, den er als Fünfjähriger kennengelernt hatte, und soll von diesem „Billy“ und einem Verwandten aus den USA namens „Jenkins“ abgeleitet worden sein.
Jenkins trat als Kunstschütze, Lassowerfer (Trick-Roper) und Greifvogeldresseur auf. Er absolvierte seinen ersten Auftritt am 12. Juni 1909 im Rose-Theater in Berlin. Eines seiner Vorbilder war der Dompteur Hans Stosch-Sarrasani junior, der Gründer des gleichnamigen Wanderzirkus und ehemaliger Arbeitgeber seines Vaters. Das im November 1918 eingeführte Waffenverbot für Deutsche traf den Kunstschützen hart, so dass er seinen Arbeitsschwerpunkt auf das Abrichten von Vögeln, beispielsweise des Steinadlers Goliath,  verlegte. Er galt ab den 1920er Jahren als einer der bedeutendsten Greifvogeldompteure der Welt. Ab 1921 trat er dann wechselweise in verschiedenen Varietés und Zirkussen in Europa auf, wie in den Zirkussen Beketow (1921), Geschwister Birkeneder (1925/26), Schneider (1927/28) und Belli und Hagenbeck (1930). Das längste Engagement hatte er beim Zirkus Sarrasani (1933 und 1936–38). Sein Lebensmittelpunkt war die von den Eltern geerbte Liegenschaft in Berlin-Reinickendorf im Ortsteil Konradshöhe, wo er auf seiner Billy-Jenkins-Farm Greifvögel trainierte.
Jenkins trat als Darsteller beispielsweise im Film Der Bär von Baskerville (1915) des Regisseurs Harry Piel auf, wo er für den Hauptdarsteller die Lassoarbeit übernahm. In zwei Hollywoodfilmen, Die Ranch auf dem Pulverfaß und Die schwarze Rose von Texas, ist er gemeinsam mit Tom Mix zu sehen.

### Namensänderung
Um der antisemitischen Verfolgung im Nationalsozialismus zu entkommen, nahm er 1933 den Geburtsnamen seiner Mutter an. Als „Erich Fischer“ ließ er sich evangelisch taufen und trat zum 1. Mai 1933 der NSDAP bei (Mitgliedsnummer 2.839.555). In dieser Zeit trat er weiterhin in Varieté- und Zirkusvorstellungen (bei Sarrasani und Busch) auf, darunter im Wintergarten, dem Plaza und in der Scala in Berlin, im Hamburger Hansa-Theater, im Leipziger Krystallpalast und sogar in einer Aufführung für Hitler und Goebbels, um sie mit seinen Künsten zu unterhalten.
Ab Anfang 1940 ging er mit dem Zirkus Busch auf eine Tournee durch das besetzte Polen. Am 5. August 1940 erlitt er im Circus-Busch-Sonderzug von Lodz nach Waldenburg Brandverletzungen zweiten und dritten Grades. Sein gesamter Besitz und alle Dressurvögel verbrannten. Nach diesem folgenschweren Unfall und einer Teilentfernung des Brustkorbes, woraufhin er beim Laufen ein Stahlkorsett trug, musste er seine aktive Karriere als Reitkünstler beenden.

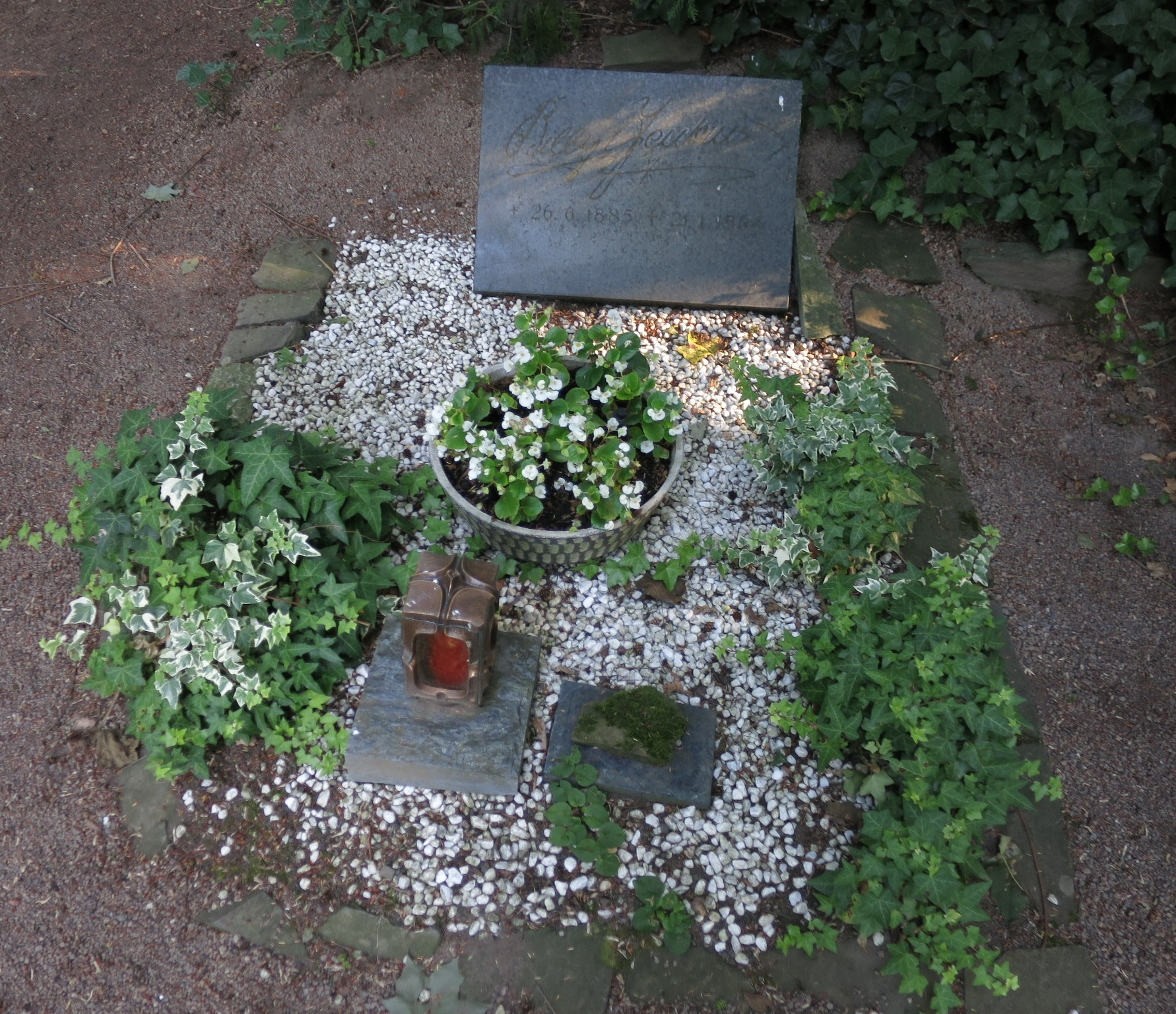
Grab auf dem Kölner Melaten-Friedhof

Einen ersten Auftritt nach Kriegsende hatte er Weihnachten 1946 in der Freiheitshalle in Hof. Ab Oktober 1949 zog er mit einer eigenen Wild-West-Show durch Deutschland. Seine Begleiterin war Olga Pannek, die unter dem Künstlernamen Margot Astoria mit ihm auftrat. Er zog schließlich mit seiner Lebensgefährtin in eine Wohnung nach Köln-Nippes. Selbst im Privatleben lief er als Cowboy mit Hut, Fransenhemd und Reithose bekleidet herum. Als ihm das Geld ausging, lebte der einstige Titelheld unzähliger Wildwest-Heftchen in einem Wohnwagen.
Billy Jenkins starb im Januar 1954 in Köln im Alter von 68 Jahren. Zu seiner Beerdigimg kamen etliche „Cowboys“ und „Indianer“ und schossen einen Ehrensalut, so dass der „ewige Cowboy“ letztlich ein ihm würdiges Begräbnis bekam. Nach Ablauf der Ruhefrist sollte das Grab eingeebnet werden, was seine große Fan-Gemeinde (die „Jenkinsianer“) jedoch verhindern konnte. Heute liegt das mit einer Grabplatte geschmückte Grab auf dem Melaten-Friedhof in Köln.

## Werke
Der Werner-Dietsch-Verlag veröffentlichte 1934–1939 unter dem Titel Billy Jenkins frei erfundene Wild-West-Trivialromane. Diese Erzählungen, geschrieben „nach Berichten des Westmannes Billy Jenkins“, suggerierten dem Leser durch Originalfotos des Autors, dass der Titelheld die Abenteuer selbst erlebt habe. Nach dem Krieg setzte der Uta-Verlag die erfolgreichste deutschsprachige Western-Reihe von 1949 bis 1963 fort. Nach Aussagen von dessen Tochter Anita Gneist (geb. Berends) stammten die Umschlag-Illustrationen der Billy-Jenkins-Hefte und -bücher vom Maler und Graphiker Heinrich Berends (1894–1973) aus Bremen. Die Fotos in den Heften stammen zum großen Teil vom Rundfunksprecher und Schauspieler Karl Heinz Delow (1920–1980), den Billy Jenkins aus Leipzig kannte.
Verfasser der Romane waren Autoren wie Gert Fritz Unger und Rolf Randall. Als Jenkins bereits nicht mehr öffentlich auftrat, hielten die Romanhefte den Bekanntheitsgrad seines Künstlernamens weiterhin aufrecht. Die Vorkriegsausgaben gelten heute als begehrte Sammlerstücke, für die stattliche Geldsummen geboten werden.